# الماز عسکروف (کشتی‌گیر)
اِلماز عسکرُف (انگلیسی: Almaz Askarov؛ زادهٔ ۱۶ مارس ۱۹۷۳) کشتی‌گیر بازنشستهٔ اهل قرقیزستان است که در دستهٔ سبک‌وزن کشتی آزاد فعالیت می‌کرد. او در المپیک ۲۰۰۰ سیدنی رقابت کرد که موفق به کسب مدال نشد. عسکرف مدال برنز مسابقات قهرمانی کشتی آسیا (۱۹۹۷) را کسب کرده است.